# Sha Na Na

Grupul Sha Na Na în anii lor de început.

Sha Na Na este un grup de comedie și rock and roll din New York City, care interpretează en  noi versiuni a diferite șlagăre doo wop din anii '50, prin revitalizarea și reinterpretarea melodiilor acestui gen muzical, respectiv prezintă în spectacolelor lor diferite aspecte ale culturii stradale a anilor 1950 din New York City. 
Actualmente, Sha Na Na sunt un grup itinerant, a cărui componență cuprinde membrii originari Donny York, Jocko Marcellino și Screamin' Scott Simon.  Toți ceilalți membri ai trupei inițiale au părăsit trupa fiind înlocuiți de cântărețul Reggie Battise, basistul Jim Waldbillig, chitaristul Gene Jaramillo, toboșarul Paul Kimbarow, saxofonistul Michael Brown și Jay Leslie.  Cea mai notabilă prezență a grupului a fost în filmul din 1978 Grease, o adaptare filmică a spectacolului omonim. 

## Diverse
Doi foști membri ai grupului Sha Na Na se vor alătura grupului muzical Bill Haley and His Comets în anii târzii 1970, David "Chico" Ryan și Mal Gray.